# راس میرکریمی
راس میرکریمی (متولد ۱۹۶۱) کلانتر سن فرانسیسکو است. او از پدر ایرانی یهودی‌تبار و مادر روسی یهودی‌تبار در آمریکا زاده شد. نماینده منطقه ۵ در هیئت نظار سان فرانسیسکو از ۲۰۰۵ تا ۲۰۱۱ بود. او در نوامبر ۲۰۱۱ به کلانتری سان فرانسیسکو انتخاب شد و از ژانویه تا مارس ۲۰۱۲ مشغول به کار بود. در این هنگام اد لی شهردار سان فرانسیسکو او را معلق کرد. او در اکتبر ۲۰۱۲ به کار خود برگشت.
او که از مؤسسان حزب سبز کالیفرنیا بود در ۲۰۱۰ دمکرات شد.
او هنگامی که اولین منع قانونی استفاده از کیسه‌های پلاستیکی را در سوپرمارکتهای بزرگ و داروخانه‌ها در ۲۰۰۷ پیشنهاد داد که سن فرانسیسکو را به اولین شهر دارای این قانون بدل کرد توجه ملی را به خود جلب کرد.
او در ۱۳ ژانویه ۲۰۱۲ متهم به خشونت خانوادگی، به خطر انداختن بچه به دلیل دعوایی با زنش در شب سال نو متهم شد.